# GSC5961-1766
GSC5961-1766 — хімічно пекулярна зоря спектрального класу B9, що має видиму зоряну величину в смузі V приблизно 10,3.